# Konståret 1918

## Händelser

### Juni
- 18 juni – Pablo Picasso gifter sig med Olga Khoklova.

### December
- 3 december – Den tyska konstnärsföreningen Novembergruppe bildas.

### Okänt datum
- Svensk-franska konstgalleriet startar sin verksamhet i Stockholm.
- Pallas konstförening bildades.

## Verk
- Katherine Sophie Dreier – Abstrakt porträtt av Marcel Duchamp.
- José Malhoa – Höst.
- Amedeo Modigliani – Porträtt av Blaise Cendrars.

## Utställningar
- 11 oktober - Nils Dardels målning Den döende dandyn ställs ut på höstsalongen i Stockholm.

## Födda
- 1 januari - Ann Mari Sjögren (död 2010), svensk sagoillustratör.
- 10 januari - Sven Lundqvist (död 2010), svensk skulptör.
- 20 januari - Ulla Schumacher-Percy (död 2007), svensk textilkonstnär.
- 13 mars - Nils Gehlin (död 2009),  svensk konstnär.
- 22 mars - Olle Eksell (död 2007), svensk tecknare, och affischkonstnär.
- 9 april
  - Jørn Utzon (död 2008), dansk arkitekt.
  - Franz von Lampe (död 1986), svensk violinpedagog och skulptör.
- 22 april - Ibrahim Kodra (död 2006), italiensk målare.
- 29 maj - Asmund Arle (död 1990), svensk skulptör.
- 2 juli - Willy Gordon (död 2003), svensk skulptör och konstnär.
- 13 juli - Marcia Brown (död 2015), amerikansk barnboksförfattare och illustratör.
- 29 juli - Olle Adrin (död 1988), svensk skulptör.
- 5 september  Sven Alfons (död 1996), svensk konstnär, konsthistoriker och poet.
- 20 augusti - Bengt Olof Wennerberg (död 2000), svensk tecknare och illustratör.
- 20 september - Björn Wiinblad (död 2006), dansk keramiker och målare.
- 2 november - Gudrun Orrghen-Lundgren (död 1997), svensk målare och textilkonstnär.
- 6 november - Louise Peyron (död 1989), svensk friherrinna och konstnär.
- 6 november - Ewert Karlsson (död 2004), svensk konstnär och karikatyrtecknare.
- 6 november - Maud Ostberg (död 1998), svensk fotograf och bildkonstnär.
- 14 december - Einar Person  (död 2006) svensk målare, tecknare och grafiker.
- 15 december - Rune Jansson (död 2014), svensk målare, grafiker och författare.
- okänt datum - Charles Brånå (död 1996), svensk konstnär.
- okänt datum - Britta Emanuelsson (död 2008), svensk konstnär.
- okänt datum - Karl-Gunnar Lindahl (död 1978), svensk skulptör och tecknare.
- okänt datum - Thure Thörn (död 2005), svensk skulptör.
- okänt datum - Osmo Isaksson (död 1997), finländsk konstnär,

## Avlidna
- 3 januari - Carl Aarsleff (född 1852), dansk bildhuggare.
- 6 februari - Gustav Klimt (född 1862), österrikisk målare och grafiker.
- 1 april - Isaac Rosenberg (född 1890), engelsk poet och målare.
- 11 april - Otto Wagner (född 1841), österrikisk arkitekt.
- 19 maj - Ferdinand Hodler (född 1853), schweizisk målare.
- 24 maj Harriet Löwenhjelm (född 1887), svensk konstnär och lyriker.
- 28 juni - Albert Henry Munsell (född 1858), amerikansk målare, konstlärare samt uppfinnaren av Munsells färgsystem.
- 9 oktober - Raymond Duchamp-Villon (född 1876), fransk skulptör.
- 11 oktober- Björn Ahlgrensson (född 1872), svensk konstnär (målare).
- 30 oktober - Egon Schiele (född 1890), österrikisk målare.
- 20 november
- John Bauer (född 1882), svensk konstnär.
- Ester Ellqvist (född 1880), svensk konstnär.
- 27 november - Bohumil Kubišta (född 1884), tjeckisk konstnär.
- 21 december - Harald Brising (född 1881), svensk konsthistoriker och konstvetare.